# Алексіс Алексудіс
Алексіс Алексудіс (грец. Αλέξης Αλεξούδης, нар. 20 червня 1972, Флорина) — грецький футболіст, що грав на позиції нападника.
Виступав, зокрема, за клуби ОФІ та «Панатінаїкос», а також національну збірну Греції.

## Клубна кар'єра
У дорослому футболі дебютував 1989 року виступами за команду клубу «Панелефсініакос», в якій провів один сезон.
Привернув увагу представників тренерського штабу клубу ОФІ, до складу якого приєднався 1990 року. Відіграв за іракліонський клуб наступні чотири сезони своєї ігрової кар'єри.
1994 року уклав контракт з клубом «Панатінаїкос», у складі якого провів наступні п'ять років своєї кар'єри гравця.
Протягом 2000 року провів одну гру за «Етнікос Астерас».
Завершив професійну ігрову кар'єру у клубі ОФІ, у складі якого вже виступав раніше. Прийшов до команди 2000 року, захищав її кольори до припинення виступів на професійному рівні у 2001.

## Виступи за збірну
1994 року дебютував в офіційних матчах у складі національної збірної Греції. Того року провів у формі головної команди країни 4 матчі, забивши 1 гол, після чого до її лав не залучався.
У складі збірної був учасником чемпіонату світу 1994 року у США.

## Досягнення
- Чемпіон Греції: 1995, 1996
- Володар Кубку Греції: 1995
- Володар Суперкубка Греції: 1994